# نلا پوسیسکووا
نلا پوسیسکووا (به انگلیسی: Nela Pocisková) (زاده ۴ اکتبر ۱۹۹۰) خواننده، بازیگر اهل اسلواکی است.
او همراه با کمیل میکولسیک نماینده اسلواکی در مسابقه آواز یوروویژن ۲۰۰۹ بود .